# 알코아
알코아는 미국 펜실베이니아주 피츠버그에 본사를 둔 기업으로 알루미늄 제조회사이다.

## 역사
1886년 오벌린 대학교 학부생인 찰스 마틴 홀이 알루미늄 제련법을 발견했는데, 비슷한 시기에 프랑스의 폴 에루이도 발견했다. 홀은 산화 알루미늄과 빙정석이 담긴 용기에 전류를 흘려보내면 부산물로 순수 알루미늄이 생긴다는 것을 알게된다.